# La pasión de Isabela
La pasión de Isabela es una telenovela mexicana, producida y dirigida por Carlos Téllez, para la cadena Televisa y emitida por El Canal de las Estrellas entre 1984 y 1985. Fue protagonizada por Ana Martín y Héctor Bonilla. Cuenta con las participaciones antagónicas de Anna Silvetti y Claudio Brook y las actuaciones estelares de Beatriz Aguirre, Silvia Derbez y Alfonso Iturralde.

## Argumento
La historia se sitúa en los años 40 en Ciudad de México. El escenario central es el elegante y glamoroso cabaret "Kumbala", al que acuden hombres de la más alta alcurnia para presenciar el gran espectáculo que ofrecen sus  bailarinas. Ellas son: Zoraida, Natalia (conocida como "La Peregrina"), Odette, Perla y Paquita. Cada una arrastra sus propios problemas y conflictos personales: Zoraida quiere ser una enorme estrella, pero su falta de carácter se lo impide. Coqueta y desprevenida, ama a un jovencito a quien mantiene, pero coquetea con Darío, un hombre que podría resultar muy peligroso.
Natalia "La Peregrina" es hermosísima, pero ama sin esperanza alguna -dada su condición nocturnal- al joven Sebastián Landeros y además le esconde a su madre su trabajo, sabiendo que si llegara a enterarse de su vocación, de seguro sufriría un infarto.
Odette, con su apasionada belleza, busca la vida confortable, pero de una forma muy peligrosa: a través de verdaderos gánsteres como Ruvalcaba y Castillo.
Paquita es simpática y locuaz, manos derecha de Perla la dueña de "Kumbala" quien tal vez es la única que tiene la verdadera oportunidad de ser feliz, al lado del hombre que ama, el barman Goyo.
Y Perla, la imponente dueña del "Kumbala", mujer bella y pasional, con su carácter difícil, pero muy humana. Sufre por estar enamorada de un imposible, éste es Adolfo Castañedo, hombre varonil y refinado, que está enamorado de Isabela, joven bellísima de la alta sociedad. Sin embargo, su amor deberá sortear muchos contratiempos: la oposición de sus padres a su relación con Adolfo, las intrigas de su envidiosa hermana Regina y la aparición en escena del joven, bohemio y apuesto compositor que no es otro que Sebastián Landeros.

## Elenco
- Ana Martín - Isabela Hernández Gallardo
- Héctor Bonilla - Adolfo Castañedo
- Claudio Brook - Lic. Bruno Hernández
- Ana Ofelia Murguía - Paulina Gallardo de Hernández
- Claudio Obregón - Darío Acosta
- Lilia Prado - Perla
- Delia Casanova - Natalia "La Peregrina"
- Lilia Aragón
- Martha Navarro - Matilde Castañedo
- Raúl Meraz - Miguel Castillo
- Anna Silvetti - Regina Hernández Gallardo
- Gemma Cuervo - Zoraida
- Virma González
- Irma Dorantes - Azucena
- Alfonso Iturralde - Sebastián Landeros
- Julio Aldama
- Margarita Gralia - Odette
- Roberto D'Amico - Ramón Ruvalcaba
- Miguel Ángel Rodríguez
- Beatriz Aguirre - Celina
- Silvia Derbez - Ángela
- Roberto Cobo - Maestro de ceremonias
- María Luisa Alcalá - Chonita
- Adrián Ramos - Faustino
- Lucía Paillés - Paquita
- Tito Vasconcelos - Goyo
- Carlos Padilla - Eduardo Hernández Gallardo
- Carlos Bonavides - Héctor
- Susana Kamini - Ruth
- Enrique Romo - Toto
- Manuel Landeta
- Oscar Sánchez - Ricardo Castañedo
- Ricardo Lezama - Matías
- Adalberto Martínez "Resortes"
- Pedro Vargas
- Amparo Montes
- María Luisa Landin
- Alvarito
- Yolanda Montes "Tongolele"
- María Victoria
- Rosa Carmina
- Consuelito Velázquez

## Equipo de producción
- Libreto: Carlos Olmos
- Historia original: Carlos Olmos, Carlos Téllez
- Asesoría de época: Violante Villamil
- Tema original: Bebu Silvetti
- Escenografía: Cristina Martínez de Velasco
- Ambientación: José Luis Garduño
- Diseño de vestuario: Alejandro Gastelum
- Fotografía de entrada: Miguel Garzón
- Luminotecnia: Alfonso González
- Editor: Antonio Acevedo
- Coordinador de producción: Raúl Estrada
- Gerente de producción: Juan Osorio Ortiz
- Realización: Gabriel Vázquez Bulman
- Diseño y dirección: Carlos Téllez

## Premios

### Premios TVyNovelas 1985
| Categoría                 | Nominado(a)    | Resultado |
| ------------------------- | -------------- | --------- |
| Mejor telenovela          | Carlos Téllez  | Nominado  |
| Mejor actriz protagónica  | Ana Martín     | Nominada  |
| Mejor actor protagónico   | Héctor Bonilla | Nominado  |
| Mejor villano             | Claudio Brook  | Nominado  |
| Mejor revelación femenina | Anna Silvetti  | Ganadora  |